# Pagodes birmaneses
Pagodes birmaneses são estupas que normalmente abrigam relíquias budistas, incluindo relíquias de Buda. Os pagodes aparecem com destaque na paisagem de Mianmar, dando ao país o apelido de "terra dos pagodes". De acordo com estatísticas de 2016 compiladas pelo Comitê Estadual Sangha Maha Nayaka, Mianmar é o lar de 1.479 pagodes que excedem os 27 pés de altura, um quarto dos quais estão localizados na região de Sagaing. Várias cidades do país, incluindo Mandalay e Bagan, são conhecidas por sua abundância de pagodes. Pagodes são locais de festivais de pagode sazonais.
Os pagodes birmaneses estão encerrados num complexo conhecido como aran (အာရာမ်, do Pali ārāma), com portais chamados mok (မုခ်, do Pali mukha) nos quatro direções cardinais. A plataforma que cerca um pagode birmanês é chamada de yinbyin (ရင်ပြင်).